# 金像獎歌曲頒獎典禮1987
《金像獎歌曲頒獎典禮1987》（英語：Gimmick Song Special 1987）是電視廣播有限公司在《金像獎歌曲頒獎典禮1986》之後、於1987年再度製作的同一搞笑電視節目，在綜合性節目《歡樂今宵》中播出，司儀鍾保羅、盧敏儀。
節目由多名搞笑藝員，以歌曲頒獎典禮形式模仿歌手、電影、電視界藝人。由於1986年首播後觀眾反應良好，自今屆起所有「歌手」演唱的歌曲皆由去屆的半首延長為唱出一整首。2004年，電視廣播（國際）授權現代音像(國際)有限公司將此節目1986、1987及1988年三輯製作成一套VCD出售。

## 得獎歌曲
- 「最有人情味獎」：〈陪著你嘔〉 - 盧氣廷（由盧海鵬扮演）
- 「反映現實獎」：〈奸奸奸〉 - 陳慧岩（由江欣燕扮演）
- 「最佳樂隊歌曲獎」：〈壽頭記〉 - 撻成一塊（由盧海鵬、廖偉雄扮演）
- 「dum心dum肺獎」：〈千錯太陽〉 - 葉德殘（由吳夏萍扮演）、陳跌靈（由吳麗珠扮演）
- 「最慘情獎」：〈午夜鳴〉 - 牛尾君（由吳君如扮演）
- 「為民請命獎」：〈報稅〉 - 蔡燶華（由羅浩楷扮演）
- 「最岩口味獎」：〈愛醬〉 - 梅菜芳（由江欣燕扮演）
- 「追上潮流獎」：〈掃墓〉 - 張惡榮（由廖偉雄扮演）
- 「榮譽大獎」：〈劍俠猜拳〉 - 任劍威（由莊文清扮演）、白雪天（由吳麗珠扮演）

## 另見
- 金像獎歌曲頒獎典禮1986
- 金像獎歌曲頒獎典禮1988

## 軼事
在本節目中扮演「陳慧岩」的江欣燕，在一年後（即1988年）她推出的EP《Baby Baby》中的其中一首歌「Every Night」被其後她扮演的對象陳慧嫻同樣改编同一首歌曲為「夜半驚魂」而出現撞歌事件。

## 連結
- 歌詞